# صموئيل بيريز
صموئيل بيريز (بالإنجليزية: Samuel Perez)‏ هو موسيقي وعازف بيانو أمريكي، ولد في 29 نوفمبر 1952.